# Let It Be (chanson)
Pour les articles homonymes, voir Let It Be.
Singles de The Beatles
Something / Come Together
(1969) Yesterday / I Should Have Known Better
(1976)
Pistes de Past Masters
Across the Universe You Know My Name (Look Up the Number)
Pistes de Let It Be
Dig It Maggie Mae
Pistes de Let It Be… Naked
Across the Universe
Let It Be est une chanson des Beatles, écrite par Paul McCartney et publiée en single le 6 mars 1970 avec You Know My Name en face B. Cette chanson fut numéro un des ventes au Billboard Hot 100 (États-Unis), et numéro deux au UK Singles Chart (Royaume-Uni). Sur le marché britannique, il s'agit du dernier single publié par le groupe. Elle est la chanson éponyme de l'album et du film.

## Genèse et composition

L'ébauche de la chanson a été effectuée lors des séances tendues du « Double blanc » en 1968.

À sa sortie, beaucoup de gens ont vu dans cette chanson des références religieuses. Paul McCartney a par contre déclaré que la chanson lui avait été inspirée par un rêve qu'il a fait durant les enregistrements de l'« Album blanc » où il vivait des moments de tension au sein des Beatles. Il avait rêvé de sa mère Mary, la « Mother Mary » à laquelle font référence les paroles, morte d'un cancer lorsque Paul avait 14 ans. La vision de sa mère lui aurait simplement conseillé de « just let it be ». Ceci n'est pas une expression anglaise courante; elle pourrait signifier que cela soit ou qu'il en soit ainsi. Il interprète le rêve comme étant son subconscient lui disant « laisse faire ». En se réveillant, il s'en inspira pour créer la chanson qui reste à ce jour l’une des plus connue des Fab Four.
Mal Evans a affirmé que c'était plutôt lui-même que McCartney aurait vu, dans un rêve éveillé lors d'une méditation, lui dire ces paroles. McCartney aurait changé l'histoire de l'origine qui devient maintenant plus poignante.

## Enregistrement et publication
Le 5 septembre 1968, lors d'une pause de l'enregistrement de la chanson While My Guitar Gently Weeps avec Eric Clapton comme musicien invité, McCartney se met à jouer une nouvelle composition encore embryonnaire. Avec les paroles « Brother Malcolm comes to me », au lieu du « mother Mary » entendues dans la version finale, c'est la première trace enregistrée de la chanson Let It Be que le second ingénieur de son, John Smith, identifiera simplement Ad Lib sur la boîte du master. Cette courte improvisation en groupe apparait en 2018 dans la réédition Super Deluxe de l'« Album blanc ». 
Plusieurs fois répétée durant les séances de janvier, les enregistrements de la chanson ont lieu les 25 et 31 janvier 1969 au studio Apple, dont quelques extraits sont vus dans le documentaire The Beatles: Get Back de 2021. L'organiste Billy Preston accompagne les Beatles tandis que McCartney chante et joue du piano. C'est la prise 27 du 31 qui est retenue malgré la présence d'une petite erreur dans les paroles, Paul oubliant le vers « there will be no sorrow », à 3:02, pour compléter la rime avec « tomorrow ». La prestation complète de la prise 28, qui possède les bonnes paroles, est vue dans le film homonyme. S'éloignant du concept initial d'un album enregistré sans overdubs, George Harrison reprend son solo le 30 avril, entendu sur le 45 tours, puis, le 4 janvier 1970 toujours aux studios d'Abbey Road, le solo plus rock, entendu sur l'album. Durant cette dernière séance, les chœurs, originellement effectués par Lennon et Harrison, sont remplacés par une nouvelle prestation de Harrison, McCartney et sa femme Linda. De plus, la ligne de basse de Lennon est remplacée par celle de McCartney, ce qui fait que Lennon n'est pas entendu sur les deux versions sorties en 1970. George Martin, le même jour, enregistre son orchestration de cuivres et de violoncelles.
Let It Be est le dernier single anglais du groupe durant leur carrière active. Co-produit par George Martin et Glyn Johns, il est publié en 45 tours par Apple le 6 mars 1970 au Royaume-Uni et aux États-Unis le 11 mars, couplé à You Know My Name (Look Up the Number), une chanson loufoque entreprise en 1967 et finalisée le 30 avril 1969. Cette version de Let It Be est la plus connue car elle figure sur les compilations The Beatles 1967-1970, Past Masters et 1. Harrison joue son solo de guitare avec sa Telecaster branchée à un amplificateur Fender Twin Reverb Silverface (85 watts) relié à une cabine Leslie. La chanson entre dans les charts britanniques le 14 mars où elle culmine à la 2e place. Elle est numéro 1 dans les classements américains le 11 avril pour deux semaines.
Retravaillé par Phil Spector pour la version du 33-tours, qui sort le 8 mai en Angleterre et le 18 en Amérique, Let It Be est placée à la sixième position de la face 1. Le producteur rehausse la présence de l'instrumentation orchestrale de Martin en plus de rajouter de l'écho sur le charleston de Starr et sur les maracas de McCartney. Il choisit aussi le solo de guitare électrique à saveur rock de Harrison et rallonge la coda en finale en répétant deux vers ce qui porte la chanson de 3:50 à 4:01.
Avec les sorties d'Anthology 3, Let It Be… Naked, les rééditions des cinquantenaires des albums The Beatles et surtout Let It Be, plusieurs autres versions de la chanson ont été commercialisées. Voici la liste détaillée des nombreuses publications par Apple Records de la chanson Let It Be.
| Parution                        | Date de l'enregistrement | Date de publication | Notes |
| ------------------------------- | ------------------------ | ------------------- | --- |
| 45 tours                        | 31 janvier 1969          | 6 mars 1970         | Prise 27 - Mixée par George Martin avec son orchestration et nouveaux enregistrements du 30 avril 1969 et du 4 janvier 1970.                                                                     |
| Let It Be                       | 31 janvier 1969          | 8 mai 1970          | Prise 27 - Nouveau mixage du single par Phil Spector avec un autre solo de guitare aux sonorités plus rock, enregistré le 4 janvier 1970, et l'orchestration de Martin rehaussé.                 |
| Anthology 3                     | 25 janvier 1969          | 28 octobre 1996     | Prise 1 - Répétition avec certaines paroles manquantes. |
| Let It Be… Naked                | 31 janvier 1969          | 18 novembre 2003    | Nouveau mixage de la prise 27 (avec certaines mesures du piano de la piste 28) avec Lennon à la basse, le solo de guitare d'Harrison et les chœurs d'origine, sans les orchestrations de Martin. |
| The Beatles Anniversary Edition | 5 septembre 1968         | 9 novembre 2018     | Disque 4 : Improvisation durant les séances de l'« Album blanc » avec Eric Clapton à la guitare.                                                                                                 |
| Let It Be Special Edition       | 31 janvier 1969          | 15 octobre 2021     | Piste de l'album remixé par Giles Martin et Sam Okell. |
| Let It Be Special Edition       | 26 janvier 1969          | 15 octobre 2021     | Disque 2 : Prise 10 avec George Martin à orgue. |
| Let It Be Special Edition       | 31 janvier 1969          | 15 octobre 2021     | Disque 3 : Prise 28, avec les paroles correctes, qui était vue dans le film en 1970. |
| Let It Be Special Edition       | 31 janvier 1969          | 15 octobre 2021     | Disque 5 : Prise 27, sans overdubs, choisie pour l'album Get Back produit par Glyn Johns mais abandonné.                                                                                         |
| Let It Be Special Edition       | 31 janvier 1969          | 15 octobre 2021     | EP : Prise 27 - mixage modernisé du single. |

### Clips vidéo
Un vidéoclip, produit à l'époque afin de promouvoir la sortie du single, est inclus dans la compilation 1+.
Le 10 mai 2024, deux jours après la ressortie du film Let It Be, Apple met en ligne un nouveau vidéoclip de la chanson éponyme, réalisé par Michael Lindsay-Hogg, utilisant certaines images encore inédites. Cette fois, la version de l'album est utilisée et les images sont montées en écran divisé[réf. nécessaire].

## Interprètes
- Paul McCartney : piano, chant, maracas, basse, piano électrique, chœurs
- George Harrison : guitare électrique, chœurs
- Ringo Starr : batterie

Musiciens additionnels
- Billy Preston : orgue Hammond
- Linda McCartney : chœurs
- George Martin : orchestration
- Non crédités : 2 trompettes, 2 trombones, 1 saxophone ténor, 3 violoncelles[3]

Let It Be… Naked
- Paul McCartney : piano, chant
- John Lennon : basse, chœurs
- George Harrison : guitare électrique, chœurs
- Ringo Starr : batterie
- Billy Preston : orgue Hammond

## Distinctions
En 2004, elle a été classée à la vingtième place sur la liste des 500 plus grandes chansons de tous les temps du magazine musical Rolling Stone.
La même année, elle a reçu le Grammy Hall of Fame Award.

## Classements hebdomadaires
| Classement (1970)                 | Meilleure place |
| --------------------------------- | --------------- |
| Australie (Kent Music Report)     | 1               |
| Autriche (Ö3 Austria Top 40)      | 1               |
| Belgique (Ultratop 50 Flanders)   | 3               |
| Canada (Top Singles)              | 1               |
| États-Unis (Billboard Hot 100)    | 1               |
| Finlande(Suomen virallinen lista) | 6               |
| France (SNEP)                     | 1               |
| Indonésie (Aktuil)                | 3               |
| Irlande (The Irish Charts)        | 3               |
| Suède (Kvällstoppen)              | 3               |
| Suède (Tio i Topp)                | 6               |
| Royaume-Uni (UK Singles Chart)    | 2               |

## Certifications
| Pays                       | Certification | Date       | Unités certifiées              |
| -------------------------- | ------------- | ---------- | ------------------------------ |
| Allemagne (BVMI)           | Or            | 2023       | 250 000                        |
| Brésil (Pro-Música Brasil) | Or            | ?          | 30 000                         |
| Danemark (IFPI Danmark)    | Or            | 03/2021    | 45 000                         |
| Espagne (Promusicae)       | Platine       | 01/2024    | 60 000                         |
| États-Unis (RIAA)          | 2 × Platine   | 17/02/1999 | 2 000 000                      |
| France (SNEP)              | Or            | 30/12/2020 | 15 000 000 (équivalent stream) |
| Italie (FIMI)              | Platine       | 2021       | 70 000                         |
| Royaume-Uni (BPI)          | Platine       | 20/11/2020 | 600 000                        |

## Reprises et parodies
- Lors des répétitions de la chanson, le groupe a rapidement décidé de l'offrir à Aretha Franklin. Une démo lui a été envoyée et trois mois avant la parution de la version des Beatles, la Queen of Soul publie Let It Be en primeur dans son album This Girl's in Love with You (en)[9].

- Let It Be a subséquemment été reprise par de nombreux artistes, parmi lesquels Jan Howard, Gladys Knight and the Pips, The Mar-Keys, Bill Withers, Ray Charles, Rita Marley and the Soulettes (version reggae 1970), Joan Baez, Ike and Tina Turner, Meat Loaf, Laibach, Nick Cave, Tito Nieves & Tito Puente, Jose Feliciano et The Ethiopians sur leur album de 1977, Slave Call.

- L'ex-Ikette Claudia Linnear l'a reprise pendant la tournée américaine de Joe Cocker, Mad Dogs and Englishmen, fin mars 1970. Sa version ne figure pas sur le CD mais est présente dans le DVD.

- La chanteuse française Nicole Rieu l'interprète dans sa version originale en anglais et l'incorpore à son album Naissance, paru chez Barclay en 1975.

- Leo Sayer l'a aussi reprise sur la bande originale du film All This and World War II (1976).

- Lors d'une émission de la série télévisée éducative américaine Sesame Street les Beetles en interprètent une parodie intitulée Letter B.

- Paul McCartney l'a chantée au concert du Live Aid en 1985 et l'a enregistrée avec le Ferry Aid pour venir en aide aux victimes de la catastrophe de Zeebrugge. Cette version s'est classée à la 1re place des charts britanniques le 31 mars 1987[34].

- Le groupe parodique Rolling Bidochons l'a parodiée sous le titre Les p'tites bites en 1990.

- Le groupe Beatallica l'a mélangé avec une chanson de Metallica sous le titre The Things That Should Not Let It Be.

- En 2007, la chanson a été reprise par Carol Woods et Timothy Mitchum (en) dans le film Across the Universe, une comédie musicale de Julie Taymor.

- Le groupe Vox Angeli la chante dans l'album Gloria, paru en 2009 et Justin Bieber pour le nouvel an 2012. La jeune Connie Talbot l'enregistre la même année.

- La version originelle est utilisée pour le générique final de la dernière émission du documentaire The Vietnam War de Ken Burns et Lynn Novick sur la guerre du Viêt Nam[35].

- Elle a fait également l'objet d'une reprise par la chanteuse belgo-camerounaise Lubiana de son EP de 2020.

- La chanteuse country américaine Dolly Parton reprend le titre sur Rockstar (en), son album de 2023, accompagnée de Paul McCartney et Ringo Starr en plus de Peter Frampton et Mick Fleetwood[36].
- La chanteuse niçoise Zine a également créé une parodie de cette chanson en occitan niçois sour le titre de "Laissa Correr".